# Рід Оуті
Рід Оуті (яп. 大内氏, о:уті-сі) — самурайський рід у Японії періоду середньовіччя. Нащадок корейських переселенців 7 століття, бічної гілки королівського роду держави Пекче. Походить від роду Татара (多々良氏), володарів селища Оуті (суч. префектура Ямаґуті). 15 −16 століття було апогеєм могутності роду Оуті, який контролював 8 провінцій і монополізував міжнародну торгівлю з Китаєм.

## Короткі відомості
У 9 −10 століттях Оуті були невеликими землевласниками у провінції Суо, на заході Японії. На 11 століття вони зосередили виробництво заліза у своєму регіоні і поступово накопичували сили. Під час війни родів Мінамото і Тайра наприкінці 12 століття, Оуті примкнули до переможців, чим укріпили свої позиції у регіоні.
У період Камакура (1185—1333) Оуті були володарями усієї території Суо. З падінням Камакурського сьоґунату вони захопили сусідню провінцію Наґато (суч. префектура Ямаґуті) і заснували свою резиденцію у місті Ямаґуті. У часи війни північної і південної династій, рід Оуті виступив союзником північників і дому сьоґунів Асікаґа. Від імені центральної влади голови війська роду захопили обширні землі на заході острова Хонсю і півночі острова Кюсю.
Після війни років Онін (1467—1477) і децентралізації країни, Оуті перетворилися на фактичних незалежних правителів Західної Японії. Їхнім головним опонентом був рід Хосокава, володарі Центральної Японії. Ці два роди постійно воювали у Кіото, поперемінно саджаючи у столиці своїх маріонеткових сьоґунів. Суперництво Оуті і Хосокави досягло апогею у 1523 році, коли посольства двох родів до імператора Китаю вчинили різанину у китайському місті Нінпо. Офіційна торгівля між Японією і Китаєм була перервана, але невдовзі відновлена силами Оуті, які монополізували її. Вони навіть домоглися від китайської сторони визнання голів свого роду «королями Японії».
З кінця 15 — початку 16 століття Оуті були на вершині слави. Їм корилися володарі 7-ми сусідніх провінцій і маріонеткові сьоґуни Кіото. Резиденція Оуті в місті Ямагуті була одним із найпишніших міст тогочасної Японії, а скарбниці голів роду містили чимало цінностей не лише з Японії, але й Східної і Південно-Східної Азії. У самому місті творив відомий японський художник Сессю.
Проте починаючи з середини 16 століття розпочався поступовий занепад роду. Сусідні малі володарі зміцніли і почали нападати землі на Оуті. Особливо активними ворогами були роди Отомо і Амаґо. Давали про себе знати і економічні негаразди — торгівлю з Китаєм почали перехоплювати торговці міста Сакаї, а згодом — португальські купці. Намагаючись виправити свої позиції у торгівлі, Оуті дозволили останнім проповідувати християнство.
Але головним ударом по Оуті став заколот васалів на чолі з Суе Харукатою у 1551 році проти безталанного голови роду Оуті Йосітаки. Останнього убили, а на його місце посадили маріонеткового лідера. Цей заколот став причиною розриву стосунків між Оуті і підконтрольними володарями «провінціалами». Один із них, рід Морі переміг війська Суе Харукати і у 1557 році захопив усі західні землі Оуті.
З падінням резиденції роду і самогубством останнього голови у 1558 році. Оуті перестали існувати. Залишки роду намагалися відродити його за підтримки роду Отомо з Кюсю у 1568 році, але були розбиті військами Морі.

## Голови роду Оуті
1. Оуті Йосіхіро 大内義弘
2. Оуті Масахіро 大内政弘
3. Оуті Йосіокі 大内義興
  - Оуті Такахіро 大内隆弘
4. Оуті Йосітака 大内義隆
  - Оуті Харумоті 大内晴持
  - Оуті Йосітака 大内義尊
5. Оуті Йосінаґа 大内義長（大友晴英）
  - Оуті Терухіро 大内輝弘